# Filipinas nos Jogos Olímpicos de Inverno de 1972
As Filipinas competiu nos Jogos Olímpicos de Inverno de 1972, realizados em Sapporo, Japão.